# آلين (مرو)
آلِينُ، قرية تاريخيَّة من قُرى مرو، تقع أسفل نهر خارقان. جرت فيها أحداث فتنة القبائل العربية في خُراسان قبل وأثناء الثَّورة العبَّاسية. من أعلامها فُرات بن النضر الآليني، وكان مُلازمًا للعالم عبد الله بن المبارك.

### فهرس المنشورات
1. ↑  الحموي (1977)، ج. 1، ص. 56.

### معلومات المنشورات كاملة
الكتب مرتبة حسب تاريخ النشر
- ياقوت الحموي (1977)، معجم البلدان (ط. 1)، بيروت: دار صادر، OCLC:1014032934، QID:Q114913343